# Uzbekistán en los Juegos Paralímpicos de Londres 2012
Uzbekistán estuvo representado en los Juegos Paralímpicos de Londres 2012 por diez deportistas, ocho hombres y dos mujeres.

## Medallistas
El equipo paralímpico uzbeko obtuvo las siguientes medallas:
| Nombre         | Deporte | Evento           |
| -------------- | ------- | ---------------- |
| Oro            |         |                  |
| —              |         |                  |
| Plata          |         |                  |
| Sharif Jalilov | Yudo    | –73 kg masculino |
| Bronce         |         |                  |
| —              |         |                  |